# Aachener Turn- und Sportverein Alemannia 1900 2007-2008
Questa voce raccoglie le informazioni riguardanti l'Aachener Turn- und Sportverein Alemannia 1900 nelle competizioni ufficiali della stagione 2007-2008.

## Stagione
Nella stagione 2007-2008 l'Alemannia, allenato da Jürgen Seeberger, concluse il campionato di 2. Bundesliga al 7º posto. In Coppa di Germania l'Alemannia fu eliminato agli ottavi di finale dal Monaco 1860.

## Rosa
| N. |                        | Ruolo | Calciatore           |
| -- | ---------------------- | ----- | -------------------- |
| 41 | Germania (bandiera)    | P     | David Hohs           |
| 1  | Germania (bandiera)    | P     | Stephan Straub       |
| 12 | Germania (bandiera)    | P     | Thorsten Stuckmann   |
| 28 | Germania (bandiera)    | D     | Mirko Casper         |
| 2  | Germania (bandiera)    | D     | Nico Herzig          |
| 3  | Germania (bandiera)    | D     | Alexander Klitzpera  |
| 22 | Paesi Bassi (bandiera) | D     | Jeffrey Leiwakabessy |
| 26 | Germania (bandiera)    | D     | Patrick Milchraum    |
| 19 | Nigeria (bandiera)     | D     | Seyi Olajengbesi     |
| 17 | Germania (bandiera)    | D     | Thomas Stehle        |
| 4  | Croazia (bandiera)     | D     | Hrvoje Vuković       |
| 14 | Germania (bandiera)    | C     | Daniel Brinkmann     |
| 21 | Germania (bandiera)    | C     | Cristian Fiél        |
| 51 | Germania (bandiera)    | C     | Lewis Holtby         |
| 25 | Germania (bandiera)    | C     | Manuel Junglas       |

| N. |                       | Ruolo | Calciatore           |
| -- | --------------------- | ----- | -------------------- |
| 5  | Finlandia (bandiera)  | C     | Pekka Lagerblom      |
| 20 | Germania (bandiera)   | C     | Matthias Lehmann     |
| 7  | Germania (bandiera)   | C     | Reiner Plaßhenrich   |
| 6  | Germania (bandiera)   | C     | Jérôme Polenz        |
| 27 | Germania (bandiera)   | C     | Faton Popova         |
| 23 | Romania (bandiera)    | C     | Laurențiu Reghecampf |
| 49 | Germania (bandiera)   | C     | Nico Schmied         |
| 16 | Germania (bandiera)   | A     | Marius Ebbers        |
| 9  | Bulgaria (bandiera)   | A     | Todor Kolev          |
| 13 | Germania (bandiera)   | A     | Emmanuel Krontiris   |
| 18 | Colombia (bandiera)   | A     | John Mosquera        |
| 8  | Slovacchia (bandiera) | A     | Szilárd Németh       |
| 38 | Turchia (bandiera)    | A     | Abdulkadir Özgen     |
| 11 | Rep. Ceca (bandiera)  | A     | Luboš Pecka          |

## Organigramma societario
Area tecnica
- Allenatore: Jürgen Seeberger
- Allenatore in seconda: Jörg Jakobs
- Preparatore dei portieri: Christian Schmidt
- Preparatori atletici:

## Risultati

### 2. Bundesliga

#### Girone di andata
| Arbitro: | Aytekin |

|                      |           |                       |
| Vuković 1’ Németh 6’ | Marcatori | 28’ Maul 76’ Petersen |

| Arbitro: | Meyer |

|  |           |            |
|  | Marcatori | 23’ Ebbers |

| Arbitro: | Rafati |

|                                          |           |  |
| Kolev 77’, 89’ Lehmann 80’ Milchraum 90’ | Marcatori |  |

| Arbitro: | Grudzinski |

|                                    |           |  |
| Šimac 64’ Bick 76’ (rig.) Nicu 86’ | Marcatori |  |

| Aquisgrana 16 settembre 2007, ore 14:00 CEST 5ª giornata | Alemannia Aquisgrana | 0 – 0 referto | Monaco 1860 | Stadio Tivoli (20 671 spett.)\| Arbitro: \| Kempter \| |
| Arbitro:                                                 | Kempter              |               |             |                                                        |

| Arbitro: | Dingert |

|                      |           |  |
| Nehrig 36’ Lanig 70’ | Marcatori |  |

| Arbitro: | Welz |

|                                |           |              |
| Kolev 17’ Németh 22’ Pecka 76’ | Marcatori | 36’ Kläsener |

| Arbitro: | Rafati |

|                       |           |           |
| Ndjeng 12’ Friend 15’ | Marcatori | 64’ Kolev |

| Arbitro: | Sippel |

|                                     |           |  |
| Klitzpera 21’ Reghecampf 56’ (rig.) | Marcatori |  |

| Arbitro: | Christ |

|                              |           |                         |
| Thomik 22’ Németh 76’ (aut.) | Marcatori | 1’ Németh 31’ Milchraum |

| Arbitro: | Henschel |

|                        |           |                              |
| Stehle 39’ Lehmann 48’ | Marcatori | 73’ (rig.) Copado 86’ Paljić |

| Arbitro: | Schalk |

|                             |           |            |
| Heller 10’ (rig.) Loose 82’ | Marcatori | 39’ Ebbers |

| Arbitro: | Steinhaus |

|                                    |           |               |
| Milchraum 5’ Reghecampf 70’ (rig.) | Marcatori | 90’ Jendrišek |

| Arbitro: | Seemann |

|                  |           |  |
| Benschneider 76’ | Marcatori |  |

| Arbitro: | Stark |

|  |           |                     |
|  | Marcatori | 24’, 73’, 74’ Borja |

| Arbitro: | Weiner |

|                                 |           |                     |
| Reghecampf 51’ (rig.) Kolev 64’ | Marcatori | 15’ Meggle 69’ Kuru |

| Coblenza 14 dicembre 2007, ore 18:00 CET 17ª giornata | Coblenza | 0 – 0 referto | Alemannia Aquisgrana | Stadion Oberwerth (11 242 spett.)\| Arbitro: \| Wagner \| |
| Arbitro:                                              | Wagner   |               |                      |                                                           |

#### Girone di ritorno
| Arbitro: | Gräfe |

|                                 |           |                                          |
| Werner 16’ Walsleben-Schied 66’ | Marcatori | 29’ Reghecampf 74’ Lehmann 81’ Krontiris |

| Arbitro: | Sippel |

|                                              |           |                        |
| Reghecampf 37’ (rig.) Krontiris 48’ Fiél 74’ | Marcatori | 29’, 89’ (rig.) Helmes |

| Arbitro: | Schößling |

|            |           |               |
| Türker 41’ | Marcatori | 19’ Krontiris |

| Arbitro: | Christ |

|                     |           |                                |
| Fiél 5’ Lehmann 55’ | Marcatori | 9’ König 45’ Glibo 60’ Diakité |

| Monaco di Baviera 2 marzo 2008, ore 14:00 CET 22ª giornata | Monaco 1860 | 0 – 0 referto | Alemannia Aquisgrana | Allianz Arena (21 800 spett.)\| Arbitro: \| Zwayer \| |
| Arbitro:                                                   | Zwayer      |               |                      |                                                       |

| Arbitro: | Gräfe |

|                 |           |                                                         |
| Németh 17’, 88’ | Marcatori | 24’ Felgenhauer 27’, 41’ Kotuljac 83’ Lanig 90’ Cidimar |

| Arbitro: | Lupp |

|  |           |           |
|  | Marcatori | 2’ Herzig |

| Arbitro: | Fandel |

|           |           |              |
| Ebbers 3’ | Marcatori | 79’ Neuville |

| Arbitro: | Dingert |

|           |           |  |
| Jäger 23’ | Marcatori |  |

| Arbitro: | Hartmann |

|                                        |           |  |
| Milchraum 60’ Németh 69’ Brinkmann 73’ | Marcatori |  |

| Arbitro: | Willenborg |

|              |           |                       |
| Herdling 66’ | Marcatori | 48’ Németh 56’ Ebbers |

| Arbitro: | Meyer |

|                 |           |  |
| Plaßhenrich 88’ | Marcatori |  |

| Arbitro: | Schmidt |

|                              |           |           |
| Bellinghausen 43’ Ziemer 62’ | Marcatori | 3’ Németh |

| Arbitro: | Schriever |

|                                        |           |  |
| Brinkmann 31’ Ebbers 83’ Milchraum 86’ | Marcatori |  |

| Arbitro: | Schößling |

|  |           |               |
|  | Marcatori | 75’ Brinkmann |

| Arbitro: | Steinhaus |

|  |           |                        |
|  | Marcatori | 19’ Lehmann 23’ Németh |

| Arbitro: | Kircher |

|                   |           |                           |
| Šukalo 47’ (aut.) | Marcatori | 56’, 84’ Djokaj 59’ Bajić |

### Coppa di Germania
| Arbitro: | Christ |

|  |           |                                         |
|  | Marcatori | 21’ Lagerblom 75’ Reghecampf 87’ Németh |

| Arbitro: | Drees |

|                                    |           |                             |
| Milchraum 50’ Pecka 62’ Ebbers 81’ | Marcatori | 21’ (aut.) Ebbers 83’ Drsek |

| Arbitro: | Gagelmann |

|                      |           |                                       |
| Kolev 10’ Ebbers 40’ | Marcatori | 83’ Schwarz 85’ Kučuković 88’ Johnson |

## Statistiche

### Statistiche di squadra
| Competizione      | Punti | In casa | In casa | In casa | In casa | In casa | In casa | In trasferta | In trasferta | In trasferta | In trasferta | In trasferta | In trasferta | Totale | Totale | Totale | Totale | Totale | Totale | DR |
| Competizione      | Punti | G       | V       | N       | P       | Gf      | Gs      | G            | V            | N            | P            | Gf           | Gs           | G      | V      | N      | P      | Gf     | Gs     | DR |
| ----------------- | ----- | ------- | ------- | ------- | ------- | ------- | ------- | ------------ | ------------ | ------------ | ------------ | ------------ | ------------ | ------ | ------ | ------ | ------ | ------ | ------ | -- |
| 2. Bundesliga     | 51    | 17      | 8       | 5       | 4       | 33      | 25      | 17           | 6            | 4            | 7            | 16           | 19           | 34     | 14     | 9      | 11     | 49     | 44     | +5 |
| Coppa di Germania | -     | 2       | 1       | 0       | 1       | 5       | 5       | 1            | 1            | 0            | 0            | 3            | 0            | 3      | 2      | 0      | 1      | 8      | 5      | +3 |
| Totale            | -     | 19      | 9       | 5       | 5       | 38      | 30      | 18           | 7            | 4            | 7            | 19           | 19           | 37     | 16     | 9      | 12     | 57     | 49     | +8 |

### Andamento in campionato
| Giornata  | 1 | 2 | 3 | 4 | 5 | 6  | 7 | 8 | 9 | 10 | 11 | 12 | 13 | 14 | 15 | 16 | 17 | 18 | 19 | 20 | 21 | 22 | 23 | 24 | 25 | 26 | 27 | 28 | 29 | 30 | 31 | 32 | 33 | 34 |
| --------- | - | - | - | - | - | -- | - | - | - | -- | -- | -- | -- | -- | -- | -- | -- | -- | -- | -- | -- | -- | -- | -- | -- | -- | -- | -- | -- | -- | -- | -- | -- | -- |
| Luogo     | C | T | C | T | C | T  | C | T | C | T  | C  | T  | C  | T  | C  | C  | T  | T  | C  | T  | C  | T  | C  | T  | C  | T  | C  | T  | C  | T  | C  | T  | T  | C  |
| Risultato | N | V | V | P | N | P  | V | P | V | N  | N  | P  | V  | P  | P  | N  | N  | V  | V  | N  | P  | N  | P  | V  | N  | P  | V  | V  | V  | P  | V  | V  | V  | P  |
| Posizione | 7 | 5 | 2 | 6 | 6 | 10 | 8 | 8 | 8 | 8  | 8  | 9  | 9  | 9  | 9  | 9  | 10 | 8  | 8  | 9  | 9  | 9  | 9  | 9  | 9  | 9  | 8  | 7  | 7  | 7  | 7  | 7  | 7  | 7  |

Legenda:

Luogo: C = Casa; T = Trasferta. Risultato: V = Vittoria; N = Pareggio; P = Sconfitta.

### Statistiche dei giocatori
| Giocatore       | 2. Bundesliga | 2. Bundesliga | 2. Bundesliga | 2. Bundesliga | Coppa di Germania | Coppa di Germania | Coppa di Germania | Coppa di Germania | Totale   | Totale | Totale      | Totale     |
| Giocatore       | Presenze      | Reti          | Ammonizioni   | Espulsioni    | Presenze          | Reti              | Ammonizioni       | Espulsioni        | Presenze | Reti   | Ammonizioni | Espulsioni |
| --------------- | ------------- | ------------- | ------------- | ------------- | ----------------- | ----------------- | ----------------- | ----------------- | -------- | ------ | ----------- | ---------- |
| D. Hohs         | -             | -             | -             | -             | -                 | -                 | -                 | -                 | -        | -      | -           | -          |
| S. Straub       | 14            | 0             | 0             | 0             | 2                 | 0                 | 0                 | 0                 | 16       | 0      | 0           | 0          |
| T. Stuckmann    | 16            | 0             | 0             | 1             | -                 | -                 | -                 | -                 | 16       | 0      | 0           | 1          |
| M. Casper       | 16            | 0             | 5             | 0             | 1                 | 0                 | 0                 | 0                 | 17       | 0      | 5           | 0          |
| N. Herzig       | 21            | 1             | 7             | 0             | 1                 | 0                 | 0                 | 0                 | 22       | 1      | 7           | 0          |
| A. Klitzpera    | 22            | 1             | 3             | 0             | 3                 | 0                 | 0                 | 0                 | 25       | 1      | 3           | 0          |
| J. Leiwakabessy | 26            | 0             | 4             | 0             | 3                 | 0                 | 0                 | 0                 | 29       | 0      | 4           | 0          |
| P. Milchraum    | 30            | 5             | 1             | 0             | 3                 | 1                 | 0                 | 0                 | 33       | 6      | 1           | 0          |
| S. Olajengbesi  | 13            | 0             | 1             | 0             | -                 | -                 | -                 | -                 | 13       | 0      | 1           | 0          |
| T. Stehle       | 22            | 1             | 4             | 0             | 3                 | 0                 | 2                 | 0                 | 25       | 1      | 6           | 0          |
| H. Vuković      | 10            | 1             | 1             | 0             | 1                 | 0                 | 0                 | 0                 | 11       | 1      | 1           | 0          |
| D. Brinkmann    | 12            | 3             | 2             | 0             | -                 | -                 | -                 | -                 | 12       | 3      | 2           | 0          |
| C. Fiél         | 27            | 2             | 6             | 0             | 2                 | 0                 | 1                 | 0                 | 29       | 2      | 7           | 0          |
| L. Holtby       | 2             | 0             | 0             | 0             | -                 | -                 | -                 | -                 | 2        | 0      | 0           | 0          |
| M. Junglas      | -             | -             | -             | -             | -                 | -                 | -                 | -                 | -        | -      | -           | -          |
| P. Lagerblom    | 18            | 0             | 2             | 1             | 2                 | 1                 | 1                 | 0                 | 20       | 1      | 3           | 1          |
| M. Lehmann      | 33            | 5             | 5             | 0             | 2                 | 0                 | 0                 | 0                 | 35       | 5      | 5           | 0          |
| R. Plaßhenrich  | 8             | 1             | 0             | 0             | 1                 | 0                 | 0                 | 0                 | 9        | 1      | 0           | 0          |
| J. Polenz       | 24            | 0             | 4             | 0             | 2                 | 0                 | 0                 | 0                 | 26       | 0      | 4           | 0          |
| F. Popova       | 1             | 0             | 0             | 0             | -                 | -                 | -                 | -                 | 1        | 0      | 0           | 0          |
| L. Reghecampf   | 21            | 5             | 4             | 0             | 3                 | 1                 | 0                 | 0                 | 24       | 6      | 4           | 0          |
| N. Schmied      | -             | -             | -             | -             | -                 | -                 | -                 | -                 | -        | -      | -           | -          |
| M. Ebbers       | 29            | 5             | 2             | 0             | 3                 | 2                 | 1                 | 0                 | 32       | 7      | 3           | 0          |
| T. Kolev        | 20            | 5             | 5             | 0             | 2                 | 1                 | 1                 | 0                 | 22       | 6      | 6           | 0          |
| E. Krontiris    | 19            | 3             | 2             | 1             | 1                 | 0                 | 0                 | 0                 | 20       | 3      | 2           | 1          |
| J. Mosquera     | 7             | 0             | 1             | 0             | -                 | -                 | -                 | -                 | 7        | 0      | 1           | 0          |
| S. Németh       | 26            | 9             | 0             | 0             | 2                 | 1                 | 0                 | 0                 | 28       | 10     | 0           | 0          |
| A. Özgen        | 1             | 0             | 0             | 0             | -                 | -                 | -                 | -                 | 1        | 0      | 0           | 0          |
| L. Pecka        | 19            | 1             | 1             | 0             | 2                 | 1                 | 1                 | 0                 | 21       | 2      | 2           | 0          |
| K. Nicht        | 5             | 0             | 0             | 0             | 1                 | 0                 | 0                 | 0                 | 6        | 0      | 0           | 0          |
| B. Weigelt      | 10            | 0             | 0             | 0             | 2                 | 0                 | 0                 | 0                 | 12       | 0      | 0           | 0          |